# Наговски, Анна
Анна Наговски (нем. Anna Nahowski, урожд. Новак (Nowak); 18 июня 1859, Мариахильф — 23 марта 1931, Вена) — любовница императора Австрии Франца Иосифа в 1875—1888 годах.

## Семья и дети
В 14 лет Анна Новак была выдана замуж за владельца шёлковой фабрики Хойдука, увлечённого игрока и алкоголика. При разводе с ним Анна предоставила ему значительную денежную сумму. Во втором браке Анна вышла замуж за известного дамского угодника Франца Наговски, железнодорожного служащего, которого перевели из Верхней Италии на работу в Вену, поскольку император не желал выступать отцом детей Анны, хотя их связь уже была секретом Полишинеля. Второй супруг Анны тоже делал долги, которые погашала Анна.
Считается, что император Франц Иосиф является отцом двух детей Анны Наговски. Дочь Анны Хелена Наговски 3 мая 1911 года вышла замуж за композитора Альбана Берга. Сын Анны Франц в день столетнего юбилея императора отрубил себе мизинец левой руки и возложил его на могилу императора, после чего был объявлен сумасшедшим и помещён в клинику.

## Любовница императора
Анна познакомилась с императором случайно во время утренней прогулки в парке Шёнбруннского дворца. Любовная связь Анны Наговски с австрийским императором продолжалась 14 лет. От императора она время от времени получала туго набитый деньгами конверт. Финансовая помощь императора Анне Наговски оценивается более чем в 100 тысяч гульденов. После знакомства с актрисой Катариной Шратт Франц Иосиф принял решение расстаться с начинавшей догадываться о новом увлечении императора Анной Наговски. Анна была приглашена в Хофбург, где незнакомый барон преподнёс подарок от императора. Ей было предложено самой определить финансовый эквивалент её заслуг «за 14 лет службы императору». Анна также написала расписку, в которой поклялась хранить молчание о знакомстве с его величеством. Дневники Анны Наговски были опубликованы в 1976 году после смерти её дочери. Могила Анны находится на Хитцингском кладбище в Вене.